# Seznam hlav států v roce 2018
V seznamu hlav států v roce 2018 jsou uvedeni nejvyšší představitelé všech nezávislých států, kteří vládli v roce 2018. Seznam je seřazen abecedně podle světadílů. Jsou zde uvedeny nejvyšší hlavy států (prezidenti, králové, atd.) a předsedové vlád (pokud taková funkce existuje), případně i další významné státní funkce (typicky generální guvernér zastupující britskou královnu nebo faktické hlavy států, pokud se liší od nominálních hlav).
V seznamu je uvedeno i několik území se sporným mezinárodním postavením, která jsou de facto nezávislá, de iure jsou ale součástí některého jiného státu.

## Afrika
| Název státu                  | Státní vlajka | Hlava státu                                                                               | Předseda vlády |
| ---------------------------- | ------------- | ----------------------------------------------------------------------------------------- | --- |
| Alžírsko                     |               | prezident Abdelazíz Buteflika                                                             | Ahmed Ouyahia |
| Angola                       |               | prezident João Lourenço                                                                   | João Lourenço |
| Benin                        |               | prezident Patrice Talon                                                                   | Patrice Talon |
| Botswana                     |               | prezident Ian Khama (do 31. 3.) prezident Mokgweetsi Masisi (od 1. 4.)                    | Ian Khama (do 31. 3.) Mokgweetsi Masisi (od 1. 4.)                                                                          |
| Burkina Faso                 |               | prezident Roch Marc Christian Kaboré                                                      | Paul Kaba Thieba |
| Burundi                      |               | prezident Pierre Nkurunziza                                                               | Pierre Nkurunziza |
| Čad                          |               | prezident Idriss Déby                                                                     | Albert Pahimi Padacké (do 4. 5., funkce premiéra zrušena) Idriss Déby (od 4. 5.)                                            |
| DR Kongo                     |               | prezident Joseph Kabila                                                                   | Bruno Tshibala |
| Džibutsko                    |               | prezident Ismaïl Omar Guelleh                                                             | Abdoulkader Kamil Mohamed                                                                                                   |
| Egypt                        |               | prezident Abd al-Fattáh as-Sísí                                                           | Sherif Ismail (do 7. 6.) Mustafa Madbúlí (od 7. 6.)                                                                         |
| Eritrea                      |               | prezident Isaias Afwerki                                                                  | Isaias Afwerki |
| Etiopie                      |               | prezident Mulatu Teshome (do 25. 10.) prezidentka Sahle-Work Zewdeová (od 25. 10.)        | Hailemariam Desalegn (do 3. 4.) Abiy Ahmed (od 3. 4.)                                                                       |
| Gabon                        |               | prezident Ali Bongo Ondimba                                                               | Emmanuel Issoze-Ngondet |
| Gambie                       |               | prezident Adama Barrow                                                                    | Adama Barrow |
| Ghana                        |               | prezident Nana Addo Dankwa Akufo-Addo                                                     | Nana Addo Dankwa Akufo-Addo                                                                                                 |
| Guinea                       |               | prezident Alpha Condé                                                                     | Mamady Youla (do 24. 5.) Ibrahima Kassory Fofana (od 24. 5.)                                                                |
| Guinea-Bissau                |               | prezident José Mário Vaz                                                                  | Umaro Sissoco Embalo (do 16. 1.) Artur Silva (od 30. 1. do 16. 4.) Aristides Gomes (od 16. 4.)                              |
| Jihoafrická republika        |               | prezident Jacob Zuma (do 14. 2.) prezident Cyril Ramaphosa (od 14. 2.)                    | Jacob Zuma (do 14. 2.) Cyril Ramaphosa (od 14. 2.)                                                                          |
| Jižní Súdán                  |               | prezident Salva Kiir Mayardit                                                             | Salva Kiir Mayardit |
| Kamerun                      |               | prezident Paul Biya                                                                       | Philémon Yang |
| Kapverdy                     |               | prezident Jorge Carlos Fonseca                                                            | Ulisses Correia e Silva |
| Keňa                         |               | prezident Uhuru Kenyatta                                                                  | Uhuru Kenyatta |
| Komory                       |               | prezident Azali Assoumani                                                                 | Azali Assoumani |
| Lesotho                      |               | král Letsie III.                                                                          | Tom Thabane |
| Libérie                      |               | prezidentka Ellen Johnsonová-Sirleafová (do 22. 1.) prezident George Weah (od 22. 1.)     | Ellen Johnsonová-Sirleafová (do 22. 1.) George Weah (od 22. 1.)                                                             |
| Libye                        |               | předseda poslanecké sněmovny Akila Saleh Issa předseda Prezidentské rady Fayez al-Sarraj  | Abdullah al-Thani Fayez al-Sarraj (předseda vlády národní jednoty) Omar al-Hassi (předseda vlády Vrchní revoluční rady)     |
| Madagaskar                   |               | prezident Hery Rajaonarimampianina (do 7. 9.) dočasný prezident Rivo Rakotovao (od 7. 9.) | Olivier Mahafaly Solonandrasana (do 6. 6.) Christian Ntsay (od 6. 6.)                                                       |
| Malawi                       |               | prezident Peter Mutharika                                                                 | Peter Mutharika |
| Mali                         |               | prezident Ibrahim Boubacar Keïta                                                          | Soumeylou Boubèye Maïga |
| Maroko                       |               | král Mohamed VI.                                                                          | Saadaddín Usmání |
| Mauricius                    |               | prezidentka Ameenah Guribová (do 23. 3.) dočasný prezident Barlen Vyapoory (od 23. 3.)    | Pravind Jugnauth |
| Mauritánie                   |               | prezident Mohamed Ould Abdel Aziz                                                         | Yahya Ould Hademine (do 29. 10.) Mohamed Salem Ould Béchir (od 29. 10.)                                                     |
| Mosambik                     |               | prezident Filipe Nyusi                                                                    | Carlos Agostinho do Rosário                                                                                                 |
| Namibie                      |               | prezident Hage Geingob                                                                    | Saara Kuugongelwa-Amadhila                                                                                                  |
| Niger                        |               | prezident Mahamadou Issoufou                                                              | Brigi Rafini |
| Nigérie                      |               | prezident Muhammadu Buhari                                                                | Muhammadu Buhari |
| Pobřeží slonoviny            |               | prezident Alassane Ouattara                                                               | Amadou Gon Coulibaly |
| Republika Kongo              |               | prezident Denis Sassou-Nguesso                                                            | Clément Mouamba |
| Rovníková Guinea             |               | prezident Teodoro Obiang Nguema Mbasogo                                                   | Francisco Pascual Obama Asue                                                                                                |
| Rwanda                       |               | prezident Paul Kagame                                                                     | Edouard Ngirente |
| Senegal                      |               | prezident Macky Sall                                                                      | Mohamed Dionne |
| Seychely                     |               | prezident Danny Faure                                                                     | Danny Faure |
| Sierra Leone                 |               | prezident Ernest Bai Koroma (do 4. 4.) prezident Julius Maada Bio (od 4. 4.)              | Ernest Bai Koroma (do 4. 4.) Julius Maada Bio (od 4. 4. do 3. 5.) David Francis (od 3. 5., funkce premiéra obnovena)        |
| Somálsko                     |               | prezident Mohamed Abdullahi Mohamed                                                       | Hassan Ali Khaire |
| Středoafrická republika      |               | prezident Faustin-Archange Touadéra                                                       | Simplice Sarandji |
| Súdán                        |               | prezident Umar al-Bašír                                                                   | Bakri Hassan Saleh (do 9. 9.) Motazz Moussa (od 10. 9.)                                                                     |
| Svatý Tomáš a Princův ostrov |               | prezident Evaristo Carvalho                                                               | Patrice Trovoada (do 3. 12.) Jorge Bom Jesus (od 3. 12.)                                                                    |
| Svazijsko                    |               | král Mswati III.                                                                          | Barnabas Sibusiso Dlamini (do 4. 9.) Vincent Mhlanga (od 7. 9. do 27. 10., úřadující) Ambrose Mandvulo Dlamini (od 27. 10.) |
| Tanzanie                     |               | prezident John Magufuli                                                                   | Kassim Majaliwa |
| Togo                         |               | prezident Faure Gnassingbé                                                                | Komi Selom Klassou |
| Tunisko                      |               | prezident Kaíd Sibsí                                                                      | Youssef Chahed |
| Uganda                       |               | prezident Yoweri Museveni                                                                 | Ruhakana Rugunda |
| Zambie                       |               | prezident Edgar Lungu                                                                     | Edgar Lungu |
| Zimbabwe                     |               | prezident Emmerson Mnangagwa                                                              | Emmerson Mnangagwa |

## Asie
| Název státu             | Státní vlajka | Hlava státu | Předseda vlády |
| ----------------------- | ------------- | --- | --- |
| Afghánistán             |               | prezident Ašraf Ghaní | Abdulláh Abdulláh (tzv. výkonný premiér)                                                                                                   |
| Arménie                 |               | prezident Serž Sarkisjan (do 9. 4.) prezident Armen Sarkisjan (od 9. 4.) | Karen Karapetjan (do 17. 4.) Serž Sarkisjan (od 17. 4. do 23. 4.) Karen Karapetjan (od 23. 4. do 8. 5., dočasný) Nikol Pašinjan (od 8. 5.) |
| Ázerbájdžán             |               | prezident Ilham Alijev | Artur Rasizada (do 21. 4.) Novruz Mamedov (od 21. 4.)                                                                                      |
| Bahrajn                 |               | král Hamad bin Ísá Ál Chalífa | Chalífa ibn Salmán Al Chalífa |
| Bangladéš               |               | prezident Abdul Hamid | Šajch Hasína Vadžídová |
| Bhútán                  |               | král Džigme Khesar Namgjel Wangčhug | Tshering Tobgay (do 9. 8.) Dasho Tshering Wangchuk (od 9. 8. do 7. 11., hlavní poradce) Lotay Tshering (od 7. 11.)                         |
| Brunej                  |               | sultán Hassanal Bolkiah | Hassanal Bolkiah |
| Čína                    |               | prezident Si Ťin-pching | Li Kche-čchiang |
| Filipíny                |               | prezident Rodrigo Duterte | Rodrigo Duterte |
| Gruzie                  |               | prezident Giorgi Margvelašvili (do 16. 12.) prezidentka Salome Zurabišviliová (od 16. 12.)                                                                                            | Giorgi Kvirikašvili (do 13. 6.) Mamuka Bachtadze (od 20. 6.)                                                                               |
| Indie                   |               | prezident Rám Náth Kóvind | Naréndra Módí |
| Indonésie               |               | prezident Joko Widodo | Joko Widodo |
| Irák                    |               | prezident Fuád Masúm (do 2. 10.) prezident Barham Sálih (od 2. 10.) | Hajdar Abádí (do 25. 10.) Adel Abdul Mahdi (od 25. 10.)                                                                                    |
| Írán                    |               | duchovní vůdce (faktická hlava státu) Sajjid Alí Chameneí | prezident (nominální hlava státu) Hasan Rúhání                                                                                             |
| Izrael                  |               | prezident Re'uven Rivlin | Benjamin Netanjahu |
| Japonsko                |               | císař Akihito | Šinzó Abe |
| Jemen                   |               | prezident Abd Rabú Mansúr Hádí předseda Nejvyšší politické rady Salih Ali al-Samad (do 19. 4., zemřel ve funkci) dočasný předseda Nejvyšší politické rady Mahdi al-Mashat (od 23. 4.) | Ahmad Ubajd bin Daghr (do 15. 10.) Main Abd al-Malik Said (od 15. 10.) Abdul Aziz Bin Habtour (předseda vlády Nejvyšší politické rady)     |
| Jižní Korea             |               | prezident Mun Če-in | I Nak-jon |
| Jordánsko               |               | král Abdalláh II. | Hani al-Mulki (do 14. 6.) Omar Razzaz (od 14. 6.)                                                                                          |
| Kambodža                |               | král Norodom Sihamoni | Hun Sen |
| Katar                   |               | emír Tamím bin Hamad Ál Thání | Abdalláh bin Násir Chalífa Sání |
| Kazachstán              |               | prezident Nursultan Nazarbajev | Bakytzhan Sagintayev |
| Kuvajt                  |               | emír Sabah al-Ahmad as-Sabah | Džábir Mubárak Hamad Sabah |
| Kyrgyzstán              |               | prezident Sooronbaj Žeenbekov | Sapar Isakov (do 19. 4.) Muhammetkalij Abulgazijev (od 20. 4.)                                                                             |
| Laos                    |               | prezident Bunnhang Voračith | Thongloun Sisoulith |
| Libanon                 |               | prezident Michel Aoun | Saad Harírí |
| Malajsie                |               | sultán Muhammad V. Kelantanský | Najib Tun Razak (do 10. 5.) Mahathir Mohamad (od 10. 5.)                                                                                   |
| Maledivy                |               | prezident Abdalláh Jamín ( do 17. 11.) prezident Ibráhím Muhammad Sulih (od 17. 11.)                                                                                                  | Abdalláh Jamín (do 17.11.) Ibráhím Muhammad Sulih (od 17.11.)                                                                              |
| Mongolsko               |               | prezident Chaltmágín Battulga | Uchnaagijn Chürelsüch |
| Myanmar                 |               | prezident Tchin Ťjo (do 21. 3.) dočasný prezident Myint Swe (od 21. 3. do 29. 3.) prezident Win Myin (od 29. 3.)                                                                      | Aun Schan Su Ťij (státní poradkyně) |
| Nepál                   |               | prezidentka Bidhjá Déví Bhandáríová | Šér Bahádur Deuba (do 15. 2.) Khadga Prasád Oli (od 15. 2.)                                                                                |
| Omán                    |               | sultán Kábús bin Saíd | Kábús bin Saíd |
| Pákistán                |               | prezident Mamnún Husajn (do 9. 9.) prezident Árif Alví (od 9. 9.) | Šahíd Chakan Abbásí (do 31. 5.) Nasirul Mulk (od 1. 6. do 18. 8., dočasný) Imran Chán (od 18. 8.)                                          |
| Saúdská Arábie          |               | král Salmán bin Abd al-Azíz | Salmán bin Abd al-Azíz |
| Severní Korea           |               | nejvyšší vůdce Kim Čong-un | Pak Pong Ju |
| Singapur                |               | prezidentka Halimah Yacobová | Lee Hsien Loong |
| Spojené arabské emiráty |               | prezident Chalífa bin Zájid Ál Nahján | Muhammad bin Rášid Ál Maktúm |
| Srí Lanka               |               | prezident Maithripala Sirisena | Ranil Wickremesinghe (do 26. 10.) Mahinda Radžapaksa (od 26. 10. do 16. 12.) Ranil Wickremesinghe (od 16. 12.)                             |
| Sýrie                   |               | prezident Bašár al-Asad | Imád Chamís |
| Tádžikistán             |               | prezident Emomalii Rachmon | Kokhir Rasulzoda |
| Thajsko                 |               | král Ráma X. | Prajutch Čan-Oča (vojenský premiér) |
| Turecko                 |               | prezident Recep Tayyip Erdoğan | Binali Yıldırım (do 9. 7., funkce premiéra zrušena) Recep Tayyip Erdoğan (od 9. 7.)                                                        |
| Turkmenistán            |               | prezident Gurbanguly Berdimuhamedow | Gurbanguly Berdimuhamedow |
| Uzbekistán              |               | prezident Shavkat Mirziyoyev | Abdulla Aripov |
| Vietnam                 |               | prezident Trần Đại Quang (do 21. 9., zemřel ve funkci) dočasná prezidentka Đặng Thị Ngọc Thịnh (od 21. 9. do 23. 10.) prezident Nguyễn Phú Trọng (od 23. 10.)                         | Nguyễn Xuân Phúc |
| Východní Timor          |               | prezident Francisco Guterres | Mari Alkatiri (do 22. 6.) Taur Matan Ruak (od 22. 6.)                                                                                      |

## Evropa
| Název státu         | Státní vlajka | Hlava státu | Předseda vlády |
| ------------------- | ------------- | --- | --- |
| Albánie             |               | prezident Ilir Meta | Edi Rama |
| Andorra             |               | Emmanuel Macron (zastupován Patrickem Strzodou) a spolukníže biskup Joan Enric Vives Sicília (zastupován Josepem Mariou Maurim)                                                                          | Antoni Martí Petit |
| Belgie              |               | král Filip | Charles Michel |
| Bělorusko           |               | prezident Alexandr Lukašenko | Andrej Kobjakov (do 18. 8.) Syarhey Rumas (od 18. 8.)                                                                                           |
| Bosna a Hercegovina |               | předsednictvo (do 20. 11.): Mladen Ivanić (Srb), Dragan Čović (Chorvat), Bakir Izetbegović (Bosňák) předsednictvo (od 20. 11.): Milorad Dodik (Srb), Željko Komšić (Chorvat), Šefik Džaferović (Bosňák)  | Denis Zvizdić |
| Bulharsko           |               | prezident Rumen Radev | Bojko Borisov |
| Černá Hora          |               | prezident Filip Vujanović (do 20. 5.) prezident Milo Đukanović (od 20. 5.) | Duško Marković |
| Česko               |               | Miloš Zeman | Andrej Babiš |
| Dánsko              |               | královna Markéta II. | Lars Løkke Rasmussen |
| Estonsko            |               | prezidentka Kersti Kaljulaidová | Jüri Ratas |
| Finsko              |               | prezident Sauli Niinistö | Juha Sipilä |
| Francie             |               | prezident Emmanuel Macron | Édouard Philippe |
| Chorvatsko          |               | prezidentka Kolinda Grabarová Kitarovičová | Andrej Plenković |
| Irsko               |               | prezident Michael D. Higgins | Leo Varadkar |
| Island              |               | prezident Guðni Thorlacius Jóhannesson | Katrín Jakobsdóttir |
| Itálie              |               | prezident Sergio Mattarella | Paolo Gentiloni (do 1. 6.) Giuseppe Conte (od 1. 6.)                                                                                            |
| Kypr                |               | prezident Nikos Anastasiadis | Nikos Anastasiadis |
| Lichtenštejnsko     |               | kníže Hans Adam II. a regent Alois z Lichtenštejna | Adrian Hasler |
| Litva               |               | prezidentka Dalia Grybauskaitė | Saulius Skvernelis |
| Lotyšsko            |               | prezident Raimonds Vējonis | Māris Kučinskis |
| Lucembursko         |               | velkovévoda Jindřich I. | Xavier Bettel |
| Maďarsko            |               | prezident János Áder | Viktor Orbán |
| Makedonie           |               | prezident Gjorgje Ivanov | Zoran Zaev |
| Malta               |               | prezidentka Marie Louise Coleiro Preca | Joseph Muscat |
| Moldavsko           |               | prezident Igor Dodon | Pavel Filip |
| Monako              |               | kníže Albert II. | Serge Telle |
| Německo             |               | spolkový prezident Frank-Walter Steinmeier | spolková kancléřka Angela Merkelová |
| Nizozemsko          |               | král Vilém-Alexandr | Mark Rutte |
| Norsko              |               | král Harald V. | Erna Solbergová |
| Polsko              |               | prezident Andrzej Duda | Mateusz Morawiecki |
| Portugalsko         |               | prezident Marcelo Rebelo de Sousa | António Costa |
| Rakousko            |               | spolkový prezident Alexander Van der Bellen | kancléř Sebastian Kurz |
| Rumunsko            |               | prezident Klaus Iohannis | Mihai Tudose (do 15. 1.) Mihai Fifor (od 15. 1. do 29. 1., dočasný) Viorica Dancilaová (od 29. 1.)                                              |
| Rusko               |               | prezident Vladimir Putin | Dmitrij Medveděv |
| Řecko               |               | prezident Prokopis Pavlopulos | Alexis Tsipras |
| San Marino          |               | kapitáni – regenti Matteo Fiorini a Enrico Carattoni (do 1. 4.) kapitáni – regenti Stefano Palmieri a Matteo Ciacci (od 1. 4. do 1. 10.) kapitáni – regenti Mirko Tomassoni a Luca Santolini (od 1. 10.) | Matteo Fiorini a Enrico Carattoni (do 1. 4.) Stefano Palmieri a Matteo Ciacci (od 1. 4. do 1. 10.) Mirko Tomassoni a Luca Santolini (od 1. 10.) |
| Slovensko           |               | prezident Andrej Kiska | Robert Fico (do 22. 3.) Peter Pellegrini (od 22. 3.)                                                                                            |
| Slovinsko           |               | prezident Borut Pahor | Miro Cerar (do 13. 9.) Marjan Šarec (od 13. 9.)                                                                                                 |
| Spojené království  |               | královna Alžběta II. | Theresa Mayová |
| Srbsko              |               | prezident Aleksandar Vučić | Ana Brnabićová |
| Španělsko           |               | král Filip VI. Španělský | Mariano Rajoy (do 1. 6.) Pedro Sánchez (od 2. 6.)                                                                                               |
| Švédsko             |               | král Karel XVI. Gustav | Stefan Löfven |
| Švýcarsko           |               | prezident Alain Berset | Alain Berset |
| Ukrajina            |               | prezident Petro Porošenko | Volodymyr Hrojsman |
| Vatikán             |               | papež František | státní sekretář Pietro Parolin předseda governorátu Giuseppe Bertello                                                                           |

## Severní a střední Amerika
| Název státu               | Státní vlajka | Hlava státu | Předseda vlády                                                          |
| ------------------------- | ------------- | --- | ----------------------------------------------------------------------- |
| Antigua a Barbuda         |               | královna Alžběta II. – generální guvernér Rodney Williams                                                                            | Gaston Browne                                                           |
| Bahamy                    |               | královna Alžběta II. – generální guvernérka Dame Marguerite Pindlingová                                                              | Hubert Minnis                                                           |
| Barbados                  |               | královna Alžběta II. – dočasný generální guvernér Sir Philip Greaves (do 8. 1.) generální guvernérka Dame Sandra Masonová (od 8. 1.) | Freundel Stuart (do 24. 5.) Mia Mottleyová (od 25. 5.)                  |
| Belize                    |               | královna Alžběta II. – generální guvernér Sir Colville Young                                                                         | Dean Barrow                                                             |
| Dominika                  |               | prezident Charles Savarin | Roosevelt Skerrit                                                       |
| Dominikánská republika    |               | prezident Danilo Medina | Danilo Medina                                                           |
| Grenada                   |               | královna Alžběta II. – generální guvernérka Dame Cécile La Grenade                                                                   | Keith Mitchell                                                          |
| Guatemala                 |               | prezident Jimmy Morales | Jimmy Morales                                                           |
| Haiti                     |               | prezident Jovenel Moïse | Jack Guy Lafontant (do 17. 9.) Jean-Henry Céant (od 17. 9.)             |
| Honduras                  |               | prezident Juan Orlando Hernández | Juan Orlando Hernández                                                  |
| Jamajka                   |               | královna Alžběta II. – generální guvernér Sir Patrick Allen                                                                          | Andrew Holness                                                          |
| Kanada                    |               | královna Alžběta II. – generální guvernérka Julie Payetteová                                                                         | Justin Trudeau                                                          |
| Kostarika                 |               | prezident Luis Guillermo Solís (do 8. 5.) prezident Carlos Alvarado Quesada (od 8. 5.)                                               | Luis Guillermo Solís (do 8. 5.) Carlos Alvarado Quesada (od 8. 5.)      |
| Kuba                      |               | prezident Raúl Castro (do 19. 4.) prezident Miguel Díaz-Canel (od 19. 4.)                                                            | Raúl Castro (do 19. 4.) Miguel Díaz-Canel (od 19. 4.)                   |
| Mexiko                    |               | prezident Enrique Peña Nieto (do 30. 11.) prezident Andrés Manuel López Obrador (od 1. 12.)                                          | Enrique Peña Nieto (do 30. 11.) Andrés Manuel López Obrador (od 1. 12.) |
| Nikaragua                 |               | prezident Daniel Ortega | Daniel Ortega                                                           |
| Panama                    |               | prezident Juan Carlos Varela | Juan Carlos Varela                                                      |
| Salvador                  |               | prezident Salvador Sánchez Cerén | Salvador Sánchez Cerén                                                  |
| Spojené státy americké    |               | prezident Donald Trump | Donald Trump                                                            |
| Svatá Lucie               |               | královna Alžběta II. – funkce generálního guvernéra neobsazena (do 12. 1.) generální guvernér Sir Neville Cenac (od 12. 1.)          | Allen Chastanet                                                         |
| Svatý Kryštof a Nevis     |               | královna Alžběta II. – generální guvernér Sir Samuel Weymouth Tapley Seaton                                                          | Timothy Harris                                                          |
| Svatý Vincenc a Grenadiny |               | královna Alžběta II. – generální guvernér Sir Frederick Ballantyne                                                                   | Ralph Gonsalves                                                         |
| Trinidad a Tobago         |               | prezident Anthony Carmona (do 19. 3.) prezidentka Paula-Mae Weekesová (od 19. 3.)                                                    | Keith Rowley                                                            |

## Jižní Amerika
| Název státu | Státní vlajka | Hlava státu                                                                         | Předseda vlády                                                |
| ----------- | ------------- | ----------------------------------------------------------------------------------- | ------------------------------------------------------------- |
| Argentina   |               | prezident Mauricio Macri                                                            | Mauricio Macri                                                |
| Bolívie     |               | prezident Evo Morales                                                               | Evo Morales                                                   |
| Brazílie    |               | prezident Michel Temer                                                              | Michel Temer                                                  |
| Ekvádor     |               | prezident Lenín Moreno                                                              | Lenín Moreno                                                  |
| Guyana      |               | prezident David Granger                                                             | Moses Nagamootoo                                              |
| Chile       |               | prezidentka Michelle Bacheletová (do 11. 3.) prezident Sebastián Piñera (od 11. 3.) | Michelle Bacheletová (do 11. 3.) Sebastián Piñera (od 11. 3.) |
| Kolumbie    |               | prezident Juan Manuel Santos (do 7. 8.) prezident Iván Duque (od 7. 8.)             | Juan Manuel Santos (do 7. 8.) Iván Duque (od 7. 8.)           |
| Paraguay    |               | prezident Horacio Cartes (do 15. 8.) prezident Mario Abdo Benítez (od 15. 8.)       | Horacio Cartes (do 15. 8.) Mario Abdo Benítez (od 15. 8.)     |
| Peru        |               | prezident Pedro Pablo Kuczynski (do 23. 3.) prezident Martín Vizcarra (od 23. 3.)   | Mercedes Aráoz (do 2. 4.) César Villanueva (od 2. 4.)         |
| Surinam     |               | prezident Dési Bouterse                                                             | Dési Bouterse                                                 |
| Uruguay     |               | prezident Tabaré Vázquez                                                            | Tabaré Vázquez                                                |
| Venezuela   |               | prezident Nicolás Maduro                                                            | Nicolás Maduro                                                |

## Oceánie
| Název státu                  | Státní vlajka | Hlava státu                                                     | Předseda vlády                                                                                            |
| ---------------------------- | ------------- | --------------------------------------------------------------- | --- |
| Austrálie                    |               | královna Alžběta II. – generální guvernér Sir Peter Cosgrove    | Malcolm Turnbull (do 24. 8.) Scott Morrison (od 24. 8.)                                                   |
| Federativní státy Mikronésie |               | prezident Peter M. Christian                                    | Peter M. Christian                                                                                        |
| Fidži                        |               | prezident Jioji Konrote                                         | Frank Bainimarama                                                                                         |
| Kiribati                     |               | prezident Taneti Maamau                                         | Taneti Maamau                                                                                             |
| Marshallovy ostrovy          |               | prezidentka Hilda Heineová                                      | Hilda Heineová                                                                                            |
| Nauru                        |               | prezident Baron Waqa                                            | Baron Waqa                                                                                                |
| Nový Zéland                  |               | královna Alžběta II. – generální guvernérka Dame Patsy Reddyová | Jacinda Ardernová (od 21. 6. do 1. 8. mateřská dovolená) Winston Peters (od 21. 6. do 1 .8., zastupující) |
| Palau                        |               | prezident Tommy Remengesau                                      | Tommy Remengesau                                                                                          |
| Papua Nová Guinea            |               | královna Alžběta II. – generální guvernér Bob Dadae             | Peter O'Neill                                                                                             |
| Samoa                        |               | náčelník Va'aletoa Sualauvi II.                                 | Tuilaepa Aiono Sailele Malielegaoi                                                                        |
| Šalomounovy ostrovy          |               | královna Alžběta II. – generální guvernér Frank Kabui           | Rick Hou                                                                                                  |
| Tonga                        |               | král Tupou VI.                                                  | ʻAkilisi Pōhiva                                                                                           |
| Tuvalu                       |               | královna Alžběta II. – generální guvernér Iakoba Taeia Italeli  | Enele Sopoaga                                                                                             |
| Vanuatu                      |               | prezident Tallis Obed Moses                                     | Charlot Salwai                                                                                            |

## Státy se sporným mezinárodním uznáním
| Název státu      | Státní vlajka | Hlava státu                | Předseda vlády |
| ---------------- | ------------- | -------------------------- | --- |
| Abcházie         |               | prezident Raul Chadžimba   | Beslan Bartsits (do 24. 4.) Gennadij Gagulija (od 24. 4. do 8. 9., zemřel ve funkci) Daur Aršba (od 9. 9. do 18. 9., úřadující) Valerij Bganba (od 18. 9.) |
| Jižní Osetie     |               | prezident Anatolij Bibilov | Domenty Kulumbegov |
| Kosovo           |               | prezident Hashim Thaçi     | Ramuš Haradinaj |
| Náhorní Karabach |               | prezident Bako Sahakyan    | Arayik Harutyunyan |
| Severní Kypr     |               | prezident Mustafa Akinci   | Hüseyin Özgürgün (do 2. 2.) Tufan Erhürman (od 2. 2.) |
| Palestina        |               | prezident Mahmúd Abbás     | Rami Hamdalláh |
| Tchaj-wan        |               | prezidentka Cchaj Jing-wen | Laj Čching-te |
| Západní Sahara   |               | prezident Brahim Ghali     | Abdelkader Taleb Oumar (do 4. 2.) Mohamed Wali Akeik (od 4. 2.)                                                                                            |